# Madracis singularis
Madracis singularis är en korallart som beskrevs av Rehberg 1892. Madracis singularis ingår i släktet Madracis och familjen Pocilloporidae. Inga underarter finns listade i Catalogue of Life.